# Hladnokrvni konj
Hladnokrvni konji, velikokrat tudi težki konji, so skupina pasem domačega konja, prepoznavna po večji telesni masi, robustnejši postavi, izjemni telesni moči in umirjenem značaju, ki se jih v glavnem uporablja za delo.

## Značilnosti
Razvoj hladnokrvnih pasem je vselej spremljalo vodilo po oblikovanju umirjenih in potrpežljivih konj, ki bodo zmožni opravljanja kmečkih ter drugih težaških opravil, kot je denimo vlečenje konjske vprege (npr. kočije), zato takšne konje pogosto imenujemo tudi delovni, vlečni in vprežni konji, četudi človeku pri tovrstnih opravilih občasno pomagajo tudi konji drugih tipov. Pripadniki nekaterih hladnokrvnih pasem lahko presežejo višino dveh metrov (merjeno glede na konjski viher) in maso 1000 kg. Težki konji se v manjši meri poslužujejo galopa in se večinoma premikajo v koraku.
Gre za eno izmed treh umetnih (neformalnih) skupin, na katere se glede na temperament (značaj) deli pasme domačega konja (preostali dve skupini predstavljajo toplokrvni in polnokrvni konji). Izrazoslovje nima ničesar opraviti s temperaturo krvi ali klasifikacijo živali glede na telesno temperaturo in lastnosti presnove (vsi konji so namreč sesalci in posledično obligatno živali s stalno telesno temperaturo – homeotermni, manj primerno tudi toplokrvni organizmi), temveč se nanaša na umirjen, počasen in relativno tih značaj hladnokrvnih konjev. Zaradi velikih dimenzij in mirnega temperamenta se hladnokrvneže imenuje tudi nežni velikani.
Hladnokrvne konje se zlahka loči od toplokrvnih in polnokrvnih; so namreč precej večjih dimenzij (tako višine kot tudi telesne mase), značilen pa je tudi njihov miren in počasen značaj. S križanjem hladnokrvnih in polnokrvnih konj naj bi v preteklosti dobili toplokrvne pasme.

## Predstavniki
Med pasme hladnokrvnih konj poleg drugih uvrščamo ardenca, belgijskega hladnokrvnega konja (belgijca), medžimurskega konja, noričana (noriškega konja), percherona, porensko-nemškega hladnokrvnega konja, shira, suffolka in švarcvaldskega lisjaka. Tudi nekaj slovenskih pasem konj se klasificira kot hladnokrvne konje, denimo avtohtonega posavskega konja in slovenskega hladnokrvnega konja.
- Ardenec
- Medžimurski konj
- Noričan
- Percheron
- Shire
- Švarcvaldski lisjak
- Posavski konj
- Slovenski hladnokrvni konj